# 김애나
김애나(1995년 2월 12일 ~ , Anna Kim)는 한국계 미국인 농구 선수이다. 한국여자프로농구(WKBL) 부천 하나원큐 소속이었다가 2023-24 시즌을 끝으로 은퇴 선언하였다.

## 초기
미국으로 이민 간 한국인 아버지와 한국인 어머니 사이에서 태어났다. 초등학교 3학년에 농구를 시작하였으며 캘리포니아 브레아 올린다 고등학교 졸업 후 2013년 캘리포니아 주립 대학교 롱비치에 진학하였다.

## 경력

### 인천 신한은행 에스버드
2020년 1월 9일에 열린 WKBL 신입선수 선발회에서 1라운드 전체 2순위로 인천 신한은행 에스버드에 지명되었다. 2020년 1월 15일 열린 용인 삼성생명 블루밍스와의 홈경기에 선발 출장하였으나, 2쿼터 후반 착지 과정에서 왼쪽 무릎 십자인대 파열 부상을 당하며 남은 시즌 경기를 출전할 수 없게되었다.
2020년 12월 21일 아산 우리은행 위비전에 교체 출전하며 코트에 복귀하였다. 이후 2021년 1월 2일 부천 하나원큐전, 1월 16일 부산 BNK 썸전에도 출전하였으나 3경기 평균 5분이 넘지 않는 시간을 출전하며 득점을 기록하진 못하였다. 1월 24일 우리은행전에서는 1쿼터부터 교체 출전하며 많은 출전기회를 받았고, 22분간 뛰며 19득점을 기록하며 데뷔 후 최다득점을 기록하였다. 특히 경기 종료 4초를 앞둔 동점 상황에서 역전 슛을 성공시키는 등 4쿼터에만 9득점을 기록하며 맹활약 하였으나 팀은 1점차로 역전패하였다.

### 부천 하나원큐
2022년 5월 15일, 구슬의 보상선수로 지명되어 부천 하나원큐로 이적하게 되었다.
2023-24 시즌 종료 후 은퇴 선언한다. 심적으로 지치던 그는 하나원큐에 그만하고 싶다는 뜻을 전달했다. 하나원큐는 그의 의사를 존중하기로 했고, 정든 코트를 떠나게 되었다. 코리안 드림을 꿈꾸며 한국으로 왔지만 부상이 발목을 잡혀 기량을 꽃피우지 못했다. 지금은 부모님과 함께 미국에 머무르고 있다.